# Манастир Светог Николе Обод
Манастир Обод је манастир Српске православне цркве у Црној Гори. Задужбина је Иван Црнојевић из 1485 године.

## Историја
Обод или Ријечки град налази се на Скадарском језеру, изнад Ријеке Црнојевића.
Иван Црнојевић је 1485. године написао повељу у Ријеци у којој каже између осталог да је даровао и једну воденицу у Ободу. Иван Црнојевић је у Ријечком граду на Ободу сазидао манастир са црквом Светога Николе, који је у 18 вијеку запустио. По Јовану Ердељановићу се узвишење над Ријеком Црнојевића назива у народу искључиво Ријечки град или Град. На самом почетку 20 вијека П. Ровински је још видио један дио Иванбеговог града на Ободу.